# Vorlon

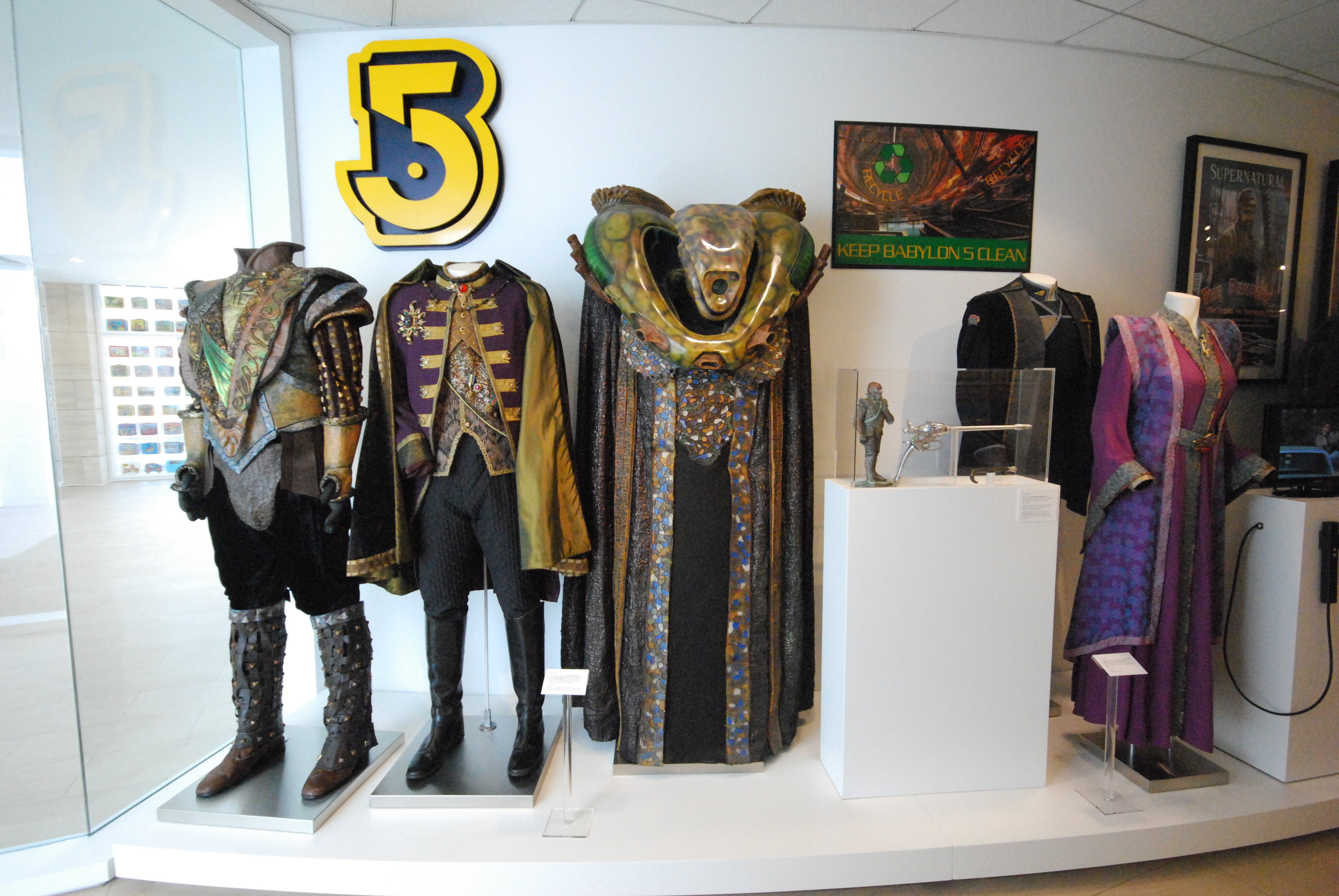
Los trajes que utilizaban algunas de las razas de la serie; el del centro es el del embajador Vorlon Kosh

Los Vorlon son una raza extraterrestre del universo ficticio de la serie de televisión Babylon 5.

## Origen
El Planeta Vorlon, del que se desconocen la mayoría de los detalles, pues sólo dos personas han regresado de él; la asistente personal del embajador Kosh, la telépata humana Lyta Alexander, y Jack el Destripador, quién fue raptado por los Vorlon en su época para ejercer como el Inquisidor. 
Sin embargo, la atmósfera en la habitación del embajador Kosh parece que era irrespirable para los seres humanos.

## Historia
Según Lorien, los Vorlon y las Sombras fueron contactados por los Primeros cuando eran primitivos y les ayudaron a desarrollarse, lo que significa que son una “segunda generación” de entre los Primeros. Y explicaría su simpatía por las razas jóvenes y el hecho de que son los únicos entre los Primeros que permanecen en la Galaxia para guiarlas. 
Los Vorlon se hacen pasar por deidades luminosas entre las distintas razas; los ángeles para los humanos, los G’Lan para los narn, los Dro’Shalla para los drazzi, etc., para así guiarlas en su filosofía de orden y control. 
Según la telépata Lyta Alexander, mientras estaba poseída por un remanente psíquico Vorlon, hace miles de años, conforme los Vorlon, una de las razas más antiguas de la Galaxia, comenzaban a contactar a las razas jóvenes, se les consideraba como dioses. Ellos mismos se empezaron a sentir como tales, y en su arrogancia, decidieron explorar otras dimensiones y abrir una Puerta a otro plano. Al abrir, parcialmente, la Puerta que crearon, descubrieron que en el Tercer Espacio –una dimensión alterna similar al Hiperespacio- existía una raza peligrosa de seres malévolos, mucho más antiguos que ellos, una raza xenófoba que considera que son los únicos seres vivos que merecen vivir en el Universo. Según los Vorlon, estos alienígenas del Tercer Espacio habían exterminado miles de otras especies en su universo, y pretendían hacer lo mismo en el nuestro. Para poder entrar a nuestro Cosmos debía estar la puerta abierta de ambos lados. 
Peor aún, estos seres tenían poderosas habilidades telepáticas, y cuando los Vorlon quisieron cerrar la Puerta, los seres controlaron las mentes de cientos de individuos Vorlon para que mataran y murieran por ellos. Finalmente, se logró impedir su ingreso a su dimensión y la Puerta fue ocultada, con tan mala suerte, que es redescubierta por científicos humanos en el siglo XXIII, quienes deciden ponerla en funcionamiento de nuevo, cerca de la estación espacial Babylon 5.
Hace 10000 años, conforme razas jóvenes comenzaban a desarrollar tecnología y civilización, los Primeros decidieron ceder el espacio a estas razas advenedizas y explorar el Universo. Dos razas se quedaron atrás; los Vorlon y las Sombras, como guías de las razas jóvenes. Al principio hubo equilibrio y cooperación entre ambos, hasta que sus filosofías antagónicas los llevaron al conflicto. La mediación de los Caminantes fue infructífera, y finalmente estalló la guerra.
En el año 1260 del calendario humano, ocurrió la Primera Guerra de las Sombras entre éstas y los Vorlon aliados a diversas razas como minbari y narn. Las Sombras invadieron Narn y lo usaron como base, pero fueron expulsadas por los telépatas narn, que en represalia, fueron extinguidos en el proceso. A pesar de la derrota, las Sombras no fueron erradicadas ya que se escondieron a lo largo de la Galaxia, esperando y acechando. 
Mientras los Vorlon crearon a los telépatas entre distintas razas para ayudarles contra las Sombras, las Sombras crearon a los Tecnomagos, a pesar de que estos se rebelaron poco después. 
Los Vorlon eran conocidos por las diversas razas jóvenes aunque eran misteriosos. Eran miembros del Consejo Consultivo de Babylon 5 que funcionaba como un foro interplanetario, y eran una de las Cinco Potencias –al lado de la Federación Minbari, la República Centauri, la Alianza Terrestre y el Régimen Narn- en tener voz y voto individual, contrario a la Liga de Mundos No Alineados que en conjunto tenía un solo voto. Ninguna nave que entrara a su espacio regresaba jamás, y se desconocían los detalles de su sociedad. Rara vez participaba el embajador Kosh de las sesiones del Consejo, solo cuando ocurrían eventos demasiado trascendentales como la invasión de Narn por parte de los centauri –de nuevo-. 
En el año 2259 comienzan los reportes de avistamientos de naves con forma de araña surcando el espacio, lo que alertó a los minbari y los narn que recordaban a las Sombras en sus textos religiosos, como las profecías de Valen y el Libro de G’Quan. En el 2260 las Sombras invitaron a Sheridan a su mundo en un fatuo intento por seducirlo y convertirlo en su aliado. El costo fue altísimo pues Sheridan debió escapar saltando a un abismo, perdiendo su vida. Fue revivido por Lorien, pero a sabiendas de que era una resurrección momentánea que le haría vivir hasta los 60 años –que para aquella época es una edad todavía joven, pues los humanos viven más de 100 años. 
Después de una guerra terrible entre Vorlon y Sombras que destruían planetas enteros bajo influencia del rival, la Guerra de las Sombras terminó en el 2261 en la Batalla de Coriana 6. Las Sombras, junto a los Vorlon, parten fuera de la Galaxia como los otros Primeros y Lorien. 
Pero, al igual que las Sombras, su partida no es absoluta. Mientras las Sombras dejan a disposición de sus servidores, como los Drakh, su tecnología y conocimiento, los Vorlon no permiten a las razas bajo su influencia –los miembros de la Alianza- acceder a su espacio ni a su mundo. Pero dejan en diversos telépatas, especialmente Lyta Alexander, conocimientos como la verdad sobre los alienígenas del Tercer Espacio, la secuencia para destruir el planeta de las Sombras, Za'ha Dum, etc. La propia Lyta es algo así como una bomba nuclear telepática, creada por los Vorlon para ser el telépata más poderoso de la Galaxia.

## Gobierno
Se desconocen los detalles sobre su sistema político. Si bien el gobierno Vorlon era conocido como el Imperio Vorlon, el término era principalmente simbólico y referente a su poderío inderrotable más que a lo que describiría la palabra Imperio en el sentido tradicional del término, ya que los Vorlon nunca invadieron directamente a otras razas –aunque si intervinieron en su cultura y desarrollo genético de forma secreta-. En todo caso, los Vorlon fueron los únicos entre los Primeros en ser miembros del Concejo Consultivo de Babylon 5, y los miembros de la Alianza Interestelar estaban bajo influencia Vorlon. Como consecuencia de esto, las razas bajo influencia de las Sombras –como los Drakh y los Centauri- son enemigos de la Alianza. 

## Biología
Los Vorlon son seres hechos principalmente de energía lumínica. Se supone que son poderosos telépatas y telequinéticos, capaz de lanzar a un hombre adulto contra una pared con sus poderes psíquicos y mover objetos a distancia. Además son inmortales –como todos los Primeros- aunque su inmortalidad no los hace invulnerables pues el propio Kosh fue asesinado por las Sombras, lo que según dice Delenn, molestó al gobierno Vorlon pues ningún Vorlon había muerto en miles de años. 
Aunque se supone que respiran otra atmósfera, los Vorlon parecen existir sin problemas en atmósferas de oxígeno y en el espacio vacío. Sus trajes más que una necesidad biológica sirven para no mostrar su verdadera forma. Entre sí los Vorlon parecen comunicarse telepáticamente y no tener lenguaje verbal. También pueden proyectarse en los sueños de otras personas y adquirir la forma de familiares y conocidos. Además, los Vorlon pueden flotar en atmósferas de gravedad normal. 
Las naves Vorlon, como las naves Sombras, son naves vivientes y parcialmente orgánicas, que responden telepáticamente al mandato de su amo.